# دیگر کدام ما زندگی کردن را دوست دارد؟
دیگر کدام ما زندگی کردن را دوست دارد؟ نمایشنامه‌ای از محمد چرمشیر است، که روایتی اجتماعی دارد و نویسنده در آن به روزمرگی زندگی یک زوج میانسال می‌پردازد.

## اجراها
دیگر کدام ما زندگی کردن را دوست دارد؟، در اردیبهشت ۱۳۹۲، به کارگردانی عباس غفاری و با بازی مریم کاظمی و وحید آقاپور، در سالن سایه تئاتر شهر به‌روی صحنه رفته‌است.